# Andrzej Nowak (gitarzysta)
Andrzej Janusz Nowak (ur. 9 kwietnia 1959 w Opolu, zm. 4 stycznia 2022 w Krakowie) – polski gitarzysta, kompozytor i producent muzyczny, jeden z założycieli zespołu TSA, lider i założyciel rockowej grupy Złe Psy. Znany również ze współpracy z Martyną Jakubowicz i Tadeuszem Nalepą.

## Życiorys
Założyciel zespołu TSA. W latach 80. grał z Tadeuszem Nalepą i Martyną Jakubowicz, współtworzył także sesję I Ching. W 1999 założył zespół Złe Psy.
W 2008 wystąpił w filmie dokumentalnym Teoria hałasu (odc. 5) z serii Historia polskiego rocka w reżyserii Leszka Gnoińskiego i Wojciecha Słoty. Pojawił się gościnnie na albumie Test és vér (2013) węgierskiej grupy Hungarica w utworze „Lengyel, Magyar / Polak, Węgier”, poświęconym przyjaźni polsko-węgierskiej.
Zmarł w Krakowie  4 stycznia 2022 po przewlekłej chorobie, która nie została podana do informacji publicznej. 28 stycznia 2022 urna z jego prochami została pochowana w kolumbarium na Cmentarzu Wojskowym na Powązkach w Warszawie, a uroczystości pogrzebowe miały charakter państwowy i świecki.

### Życie prywatne
Syn Eugeniusza i Julianny. Muzyk był uzależniony od alkoholu. Od końca lat 80. hodował psy rasy amerykański pitbulterier. Był również kolekcjonerem motocykli i militariów. Deklarował się jako patriota.

## Instrumentarium
- Hagström Super Swede[15][brak potwierdzenia w źródle]
- Hagström Custom „Pinia”[15]

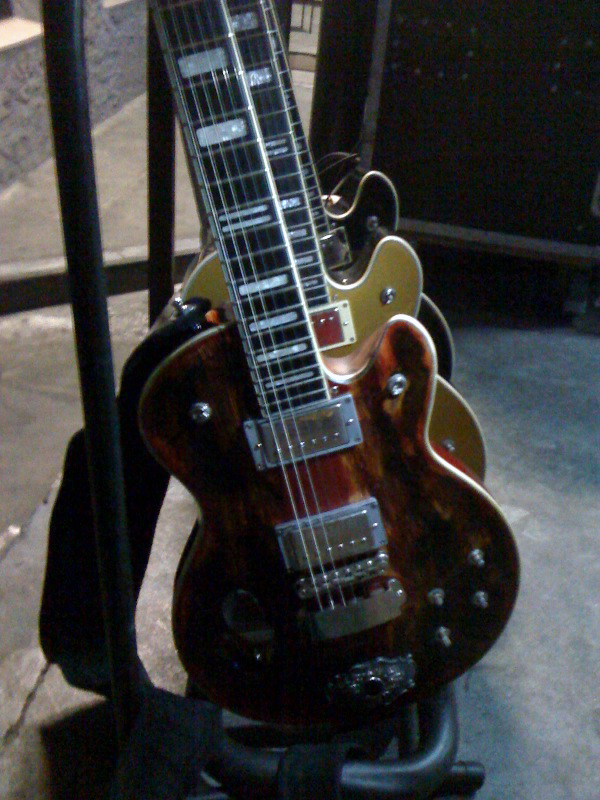
Instrumentarium z roku 2009

- Laboga Mr. Hector Duo Master[16]
- Fender Stratocaster[17]
- Gibson Les Paul Standard 1970[17]
- Gibson Les Paul Custom 1968[17]

## Dyskografia

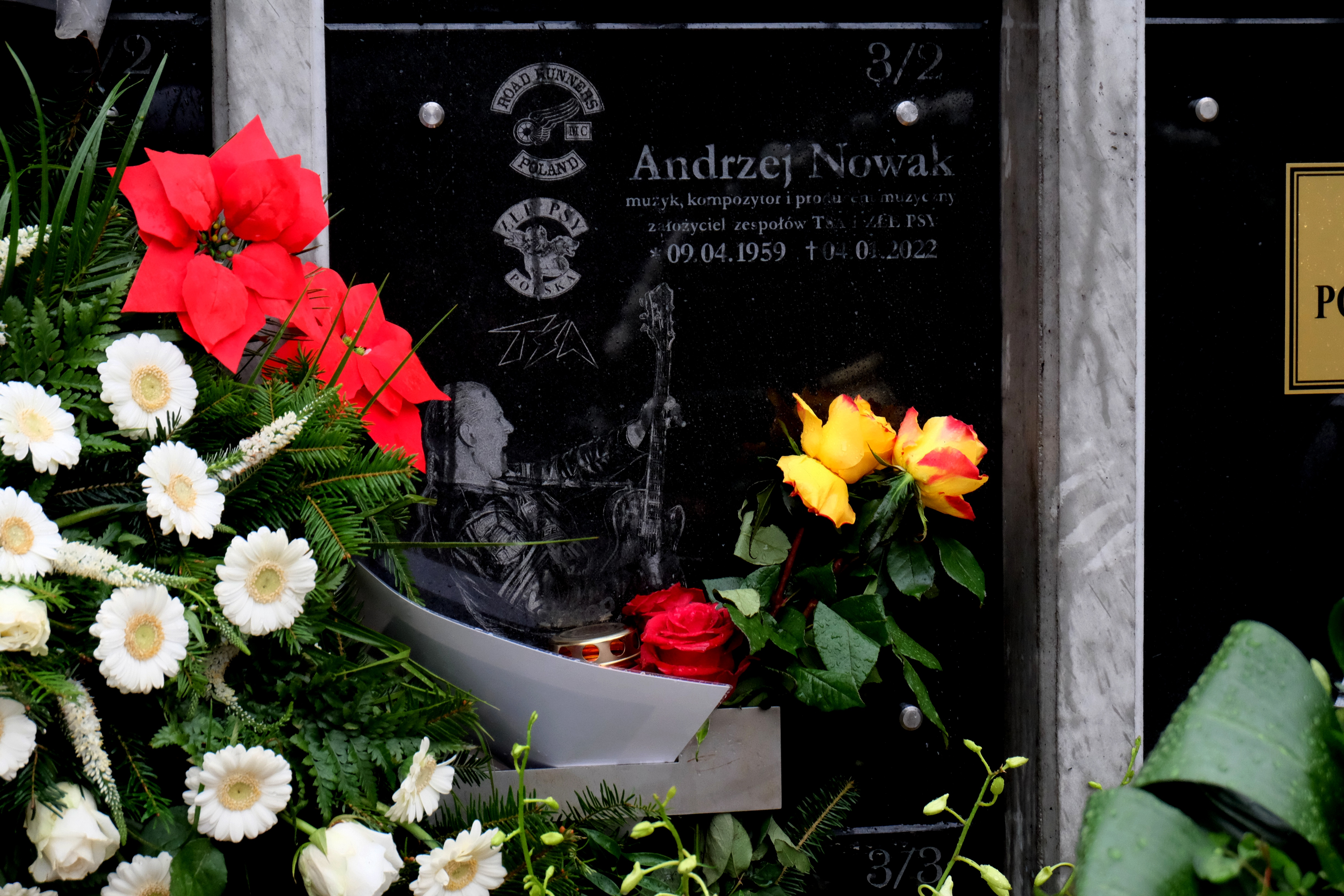
Miejsce pochówku Andrzeja Nowaka

| - TSA – Live (1982) - TSA – TSA (1983) - TSA – TSA – Spunk! (1983) - Martyna Jakubowicz – Maquillage (1983) - TSA – Heavy Metal World (1984) - TSA – Live – Rockowisko ’83 Łódź (1984) - Różni wykonawcy – I Ching (1984) - TSA – Heavy Heavy Metal (1985) - Di Rock Cimbalisten – Act Two (1985) - Martyna Jakubowicz – Bardzo groźna księżniczka i ja (1986) - Martyna Jakubowicz – Live (1986) - Leszek Winder – Blues Forever (1986) - Tadeusz Nalepa – Live 1986 (1986) - Tadeusz Nalepa – Sen szaleńca (1987) - TSA – Rock’n’Roll (1989) i (2004) - Tadeusz Nalepa – To mój blues (1989) |  | - Tadeusz Nalepa – To mój blues vol 1 (1989) - Tadeusz Nalepa – To mój blues vol 2 (1989) - TSA – 52 dla przyjaciół (1992) - TSA – TSA w Trójce akustycznie (1999) - TSA – Proceder (2004) - TSA – 1981 (2004) - Skibiński & Winder – Super Sessions (2006) - Różni wykonawcy – W hołdzie Tadeuszowi Nalepie (2007) - Różni wykonawcy – Promo Only Polish Edition 13/2008 (2008) - 4szmery – Life After Death (2011) - Hungarica – Test És Vér (2012) - Piersi – Piersi i przyjaciele 2 (2013) - Outre – Tranquility (2013) - Hungarica – Przybądź Wolności (2015) - Różni wykonawcy – OFF – Życie bez dotacji płyta Jarosława Pijarowskiego (2015) |

## Nagrody i wyróżnienia
W styczniu 2022 pośmiertnie został odznaczony przez prezydenta RP Andrzeja Dudę Krzyżem Oficerskim Orderu Odrodzenia Polski „za wybitne zasługi dla polskiej kultury muzycznej, za działalność twórczą i artystyczną”.
| Rok  | Kategoria                            | Nagroda                    | Nota       |
| ---- | ------------------------------------ | -------------------------- | ---------- |
| 2005 | Najlepszy instrumentalista           | Plebiscyt Teraz Rock, 2004 | 8. miejsce |
| 2005 | Najlepszy zespół                     | Plebiscyt Teraz Rock, 2004 | 2. miejsce |
| 2005 | Najlepsza płyta (TSA – Proceder)     | Plebiscyt Teraz Rock, 2004 | 1. miejsce |
| 2005 | Najlepszy przebój (TSA – „Proceder”) | Plebiscyt Teraz Rock, 2004 | 4. miejsce |

## Upamiętnienie
- 17 czerwca 2022 r. na ścianie bloku przy ulicy Ściegiennego 7a w Opolu został odsłonięty mural przedstawiający artystę. Dzieło zostało zaprojektowane i wykonane przez  Michała Węgrzyna – ps. DEMENZ - malarza i muralistę, absolwenta wrocławskiej Akademii Sztuk Pięknych[39].